# València Nova
València Nova fou una associació cultural i política valencianista fundada a València el 1904 com a escissió de Lo Rat Penat, amb la pretensió de reprendre la línia valencianista iniciada pel fundador Constantí Llombart i superar-ne les concepcions estètiques i culturals. Els fundadors foren Josep Maria Puig i Torralva, Faustí Barberà i Martí, Francesc Badenes i Dalmau, R. Andrés i Cabrelles, Eduard Boix, Isidre Torres i Francesc Costell. Els seus membres eren majoritàriament petitburgesos, menestrals i estudiants, i la seva concepció dels problemes valencians es movia entre el regionalisme i el nacionalisme. Editava el diari València Nova.
En foren presidents Miquel Duran i Tortajada i Faustí Barberà i Martí. En foren membres, entre d'altres, Carles Guastavino, A. Mateu i Ferrer, Lluís Mora, Carles Günter, Rossend Gumiel i Enguix, Josep Arnal i Enric Pertegás. Es va adherir al Primer Congrés Internacional de la Llengua Catalana, celebrat el 20 d'octubre de 1906, on va fer una crida a la unitat de la llengua. Organitzà la Primera Assemblea Regionalista Valenciana el 1907, a la qual assistiren delegats del Principat. El 1907 modificà el seu nom pel de Centre Regionalista Valencià, per tal d'intervenir en la política al País Valencià. És una de les primeres associacions de la història del valencianisme polític.